# Børge Madsen
Børge Madsen (født 7. februar 1909 i København, død 21. december 1978 samme sted) var en dansk forfatter. 
Han voksede op i København i et indremissionsk hjem. Han fik studentereksamen med udmærkelse fra Svanholm Gymnasium i 1927, og startede samme år på teologistudiet i København, hvor han sammen med studiekammerater udgav tidsskriftet Teologisk Forum. Senere opgav han dog studiet og opholdt sig derefter i en periode i England og Tyskland. I 1929 gennemgik han behandling for manio-depressivitet på Skt. Hans Hospital, og havde i 1930erne flere ophold på psykiatrisk afdeling. Han debuterede i 1933 med romanen Jeg er salig , der blev positivt bemærket og vakte forhåbninger hos kritikere. Der hengik dog ti år inden disse forhåbninger blev indfriede med "Komponisten" i 1945 - formentlig Madsens mest kendte roman. Han ernærede sig i perioder som pianist, bl.a. i et omrejsende cirkus og skrev mange kærligheds- og kriminoveller til ugeblade under en lang række forskellige engelske pseudonymer. Børge Madsen var gift med Vibeke Vipsen Marianne Bølling, deres datter, Kedda Madsen, debuterede selv som forfatter i 1963.

## Udgivelser
- Jeg er salig, 1933
- Mindreværdige, 1934
- Ung Vin, 1944
- Komponisten, 1945
- En Kærlighedsnovelle, 1946
- Skriget og andre noveller, 1952
- Carneval, 1962
- Jeg gik mig over sø og land, 1963
- Hvor bliver duksen af?, 1967
- Ord. 1933-1970, 1970
- Trods alt, 1979

## Hæder
- Emma Bærentzens Legat, 1947
- Astrid Goldschmidts Legat, 1947
- Drachmannlegatet, 1949
- Forfatterne Harald Kiddes og Astrid Ehrencron-Kiddes Legat, 1966